# Carlos Kleiber
Carlos Kleiber (nombre completo: Karl Ludwig Bonifacius Kleiber, Berlín, 3 de julio de 1930 - Konjšica, Eslovenia, 13 de julio de 2004) fue un director de orquesta nacido en Alemania y nacionalidad austríaca (originariamente y de nuevo a partir de 1980), acreditado como uno de los mejores del siglo XX y por algunos como el mejor de todos los tiempos.

## Biografía
Hijo del director de orquesta austríaco Erich Kleiber y de la estadounidense de origen esloveno Ruth Goodrich, el pequeño Carlos demostró desde muy temprana edad aptitudes innatas para la música.
Debido a las tensiones existentes entre Erich Kleiber y el régimen del III Reich (como la decisión de Joseph Goebbels y del Ministerio de Cultura nazi de aplazar sine die el estreno de la ópera Lulú, de Alban Berg), el director renunció a su puesto al frente de la Ópera Alemana de Berlín y se exilió en Buenos Aires, Argentina, país que ya había visitado durante varias de sus giras por el continente americano (1926, 1927, 1928) y donde conoció a su futura esposa, la madre de sus hijos Karl y Verónica. En Argentina, Karl Kleiber se convirtió en Carlos Kleiber, nombre con el que se lo conocería desde entonces.
Carlos conoció desde niño el funcionamiento de salas de ópera como el Teatro Colón y el Teatro Argentino de La Plata. Creció estudiando inglés con su institutriz y en escuelas porteñas, mostrando especial interés y dotes para la música. Comenzó sus estudios musicales en Buenos Aires, aunque su padre se opuso frontalmente desde un principio a que su hijo se dedicase profesionalmente a la música, en general, y a la dirección de orquesta en particular. Estudió armonía con Erwin Leuchter y piano con Leo Schwarz y Ljerko Spiller. Por imposición de su padre comenzó a estudiar química en la Universidad de Zúrich, para complacer a su padre que no quería que Carlos fuese director de orquesta, aunque terminaría siguiendo su vocación musical. No puso trabas a la vocación del hijo, pero tampoco le brindó ayudas a la hora de construirse una carrera. Debutó en el Teatro Argentino de La Plata a los 22 años.
En 1953, con 23 años, regresó a Europa y trabajó en el Teatro Gärtnerplatz de Múnich. Carlos hizo sus primeros pasos en los teatros de provincia alemanes como habría hecho cualquier oscuro director de su edad. El apellido Kleiber era una referencia demasiado inalcanzable en los primeros años 50 y cuando debutó en 1955, lo hizo con el seudónimo de Karl Keller. El miedo de no estar a la altura le indujo hacia un perfeccionismo radical y le llevó a dirigir el mismo repertorio que su progenitor. El análisis de las versiones discográficas de ambos de las mismas obras, en especial de las sinfonías de Beethoven, muestra que sus visiones en realidad eran bastante diferentes, ya que las de Carlos siempre buscan y consiguen una trascendencia y profundidad muy trabajadas a través de la concentración de las orquestas en la perfección formal, mientras que las versiones del padre, con ritmo muy ágil, son mucho más expresionistas y contrastadas.
Solo firmó contratos fijos con las orquestas de Potsdam, Zúrich, Stuttgart y Düsseldorf, en la Deutsche Oper am Rhein en 1966, y su nombre comenzó a disputarse entre las grandes orquestas europeas.
En 1973 su grabación de Der Freischütz de Weber fue aclamada y de 1974 a 1976 dirigió en el Festival de Bayreuth un Tristan und Isolde legendario. 
El violinista español Ángel Jesús García, concertino de la Orquesta del festival de Bayreuth en aquella época, durante 16 años, comenta lo siguiente respecto el estilo de dirección de Kleiber:
“Era un hombre que no decía a los músicos cómo tenían que tocar, ni que tocasen fuerte, o más piano... El siempre intentaba explicar lo que el veía en la música que       íbamos a tocar. Kleiber era un soñador con el cual uno, tocando música, podía soñar. No hay que olvidar que los músicos tocamos muchas y repetidas veces las mismas piezas, las mismas óperas, pudiendo caer a veces en la rutina, y eso es malo para la música. Por ello, si los directores no tienen ese halo especial de buscar algo especial bajo cada obra, en cada compositor, carecen de lo esencial. Y Kleiber lograba hacer de esa obra una cosa muy personal.”
Dirigió nuevamente Tristán e Isolda en 1978 en La Scala y lo llevaría al disco en 1980 en su versión con otros intérpretes con la Staatskapelle de Dresde.
Dirigió los Conciertos de Año Nuevo de 1989 y 1992 en Viena al frente la Orquesta Filarmónica de Viena (Wiener Philharmoniker). 
La Ópera Estatal de Baviera y los Amigos del Teatro Nacional de Múnich honran el 80.º cumpleaños del director que falleció en el año 2004 con un galardón instituido en su honor. El premio bienal de 10 000 euros en efectivo se destina a partir de 2011 a directores jóvenes.

## Estilo musical
El estilo de dirección de Carlos Kleiber fue muy personal. Su anhelo de perfección le llevaba a ensayar con gran exigencia hasta alcanzar una comunión formal con la orquesta. Esto se debía en parte a que no era el titular de una orquesta concreta a la que ya tuviera adaptada a su estilo, pero también a que quería siempre plasmar su versión ideal de las partituras elegidas, como si se tratase de un estreno. Durante los conciertos, Kleiber quería mostrar la frescura de lo inmediato y un alejamiento del desarrollos rutinarios. Su manera de dirigir era muy expresiva y del agrado del público con amplios gestos de los brazos.  
No le gustaban las tendencias postmodernas de la representación operística y rehuyó a directores de escena conflictivos por considerar que su labor atraía mucho la atención sobre la escenografía, apartándola de lo musical. 
Su repertorio abarcaba 22 compositores y sus grabaciones de las sinfonías de Beethoven —especialmente las Sinfonías Quinta y Séptima—, Brahms y Schubert a menudo son consideradas «versiones definitivas». 
Restringió su repertorio a obras que ensayaba incesantemente en búsqueda de la perfección. Sus grabaciones oficiales y piratas de las óperas que figuraron en su repertorio son prueba de ello: Wozzeck —que su padre estrenó en 1925—, La Boheme, La Traviata, Otello, Der Freischütz, Tristan und Isolde, Carmen, Die Fledermaus, Elektra y, en especial, Der Rosenkavalier (El caballero de la rosa), de la que existen dos versiones captadas en DVD, desde la Ópera Estatal de Baviera y la Ópera Estatal de Viena.

## El mito
Con el tiempo, Carlos Kleiber se convirtió en uno de los más solicitados y a la vez evasivos de los directores de orquesta de la última mitad del siglo XX. Al deceso de Herbert von Karajan le fue ofrecida la sucesión al frente de la Orquesta Filarmónica de Berlín, pero rechazó la oferta. Nunca concedió un reportaje y cancelaba sus actuaciones a menudo. Se convirtió en una figura legendaria. Sus esporádicas apariciones en La Scala, el Covent Garden, el Metropolitan Opera, Viena, Múnich —donde prefería trabajar—, Berlín y Tokio eran ocasiones muy codiciadas por la crítica y el público. Casado con la bailarina Stanislava Brezovar (1937-2003), tuvo dos hijos, Marko y Lilian. Al morir su esposa, la vida de Kleiber se apagó rápidamente, muriendo meses después. Ambos están enterrados en Litija, Eslovenia.
El 13 de julio de 2014 se celebró en su honor el Día Internacional del Director de Orquesta, coincidiendo con el 10º aniversario de su fallecimiento.

## Discografía de referencia
- Beethoven: Symphonie No 6 /  Bavarian State Orch
- Beethoven: Symphonie No 7 /  Bavarian State Orch
- Beethoven: Symphonies no 4 & 7 / Concertgebouw Orchestra
- Beethoven: Symphonies No 5 & 7 /Viena Po
- Beethoven: Symphony No 4 & 7 / Bavarian State Orch
- Bizet: Carmen / Plácido Domingo, Yelena Obraztsova, Viena
- Brahms: Symphony no 2; Mozart: Symphony no 36 / VPO
- Brahms: Symphonie Nr 4 / Kleiber, Wiener Philharmoniker
- Carlos Kleiber Conducts Johann Strauss
- Dvorák: Piano Concerto/ Richter, Bavarian O.
- Mahler: Das Lied von der Erde /Christa Ludwig, Waldemar Kmentt,, Vienna Symphony Orchestra, 1967
- Puccini: La Bohème / Ileana Cotrubas, Jaume Aragall, Sona Gazharian, Covent Garden 1979
- Puccini: La Bohème / Ileana Cotrubas, Luciano Pavarotti, Lucia Popp, La Scala 1978
- Schubert: Symphonies 3 & 8 / Wiener Philharmoniker
- Strauss Jr., Johann: Die Fledermaus / Coburn, Fassbaender, Munich, DVD
- Strauss Jr, Johann: Die Fledermaus / Hermann Prey, Julia Varady, Lucia Popp, René Kollo, Bavarian O.
- Strauss: Der Rosenkavalier / Claire Watson, Fassbaender, Popp, Munich 1973
- Strauss: Der Rosenkavalier / Gwyneth Jones, Brigitte Fassbaender, Lucia Popp, Munich 1979 DVD
- Strauss: Der Rosenkavalier / Felicity Lott, Anne Sofie von Otter, Barbara Bonney, Moll, Viena DVD
- Strauss: Elektra /Steger, Martha Mödl, Tarrés, 1971
- Strauss: Elektra /Birgit Nilsson, Gwyneth Jones, Marta Szirmay, Covent Garden 1977
- Verdi: La Traviata / Cotrubas, Aragall, Renato Bruson, Munich 1978
- Verdi: La Traviata / Cotrubas, Domingo, Sherrill Milnes
- Verdi: Otello / Carlo Cossutta, Julia Varady, Piero Cappuccilli, Bavarian State Opera 1978
- Verdi: Otello /  Domingo, Margaret Price, Carroli, Covent Garden 1978
- Verdi: Otello / Domingo, Mirella Freni, Cappuccilli, La Scala 1976
- Wagner: Tristan und Isolde / Ligendza, Windgassen, Grace Hoffman, Kramer, Frick, Stuttgart Opera 1973
- Wagner: Tristan und Isolde Helge Brilioth; Catarina Ligendza; Yvonne Minton; Kurt Moll, Bayreuth 6/27/1974
- Wagner: Tristan und Isolde / Ligendza, Wenkoff, Baldani, Niemsgern, Moll, La Scala 1978
- Wagner: Tristan und Isolde / Margaret Price, René Kollo, Brigitte Fassbaender, Dietrich Fischer-Dieskau, Kurt Moll, 1980-82
- Weber: Der Freischütz / Gundula Janowitz, Edith Mathis, Peter Schreier, Bernd Weikl, Theo Adam, Dresde 1973
- New Year's Concert 1992 / VPO
- New Year's Concert 1989 /  VPO